# Great house

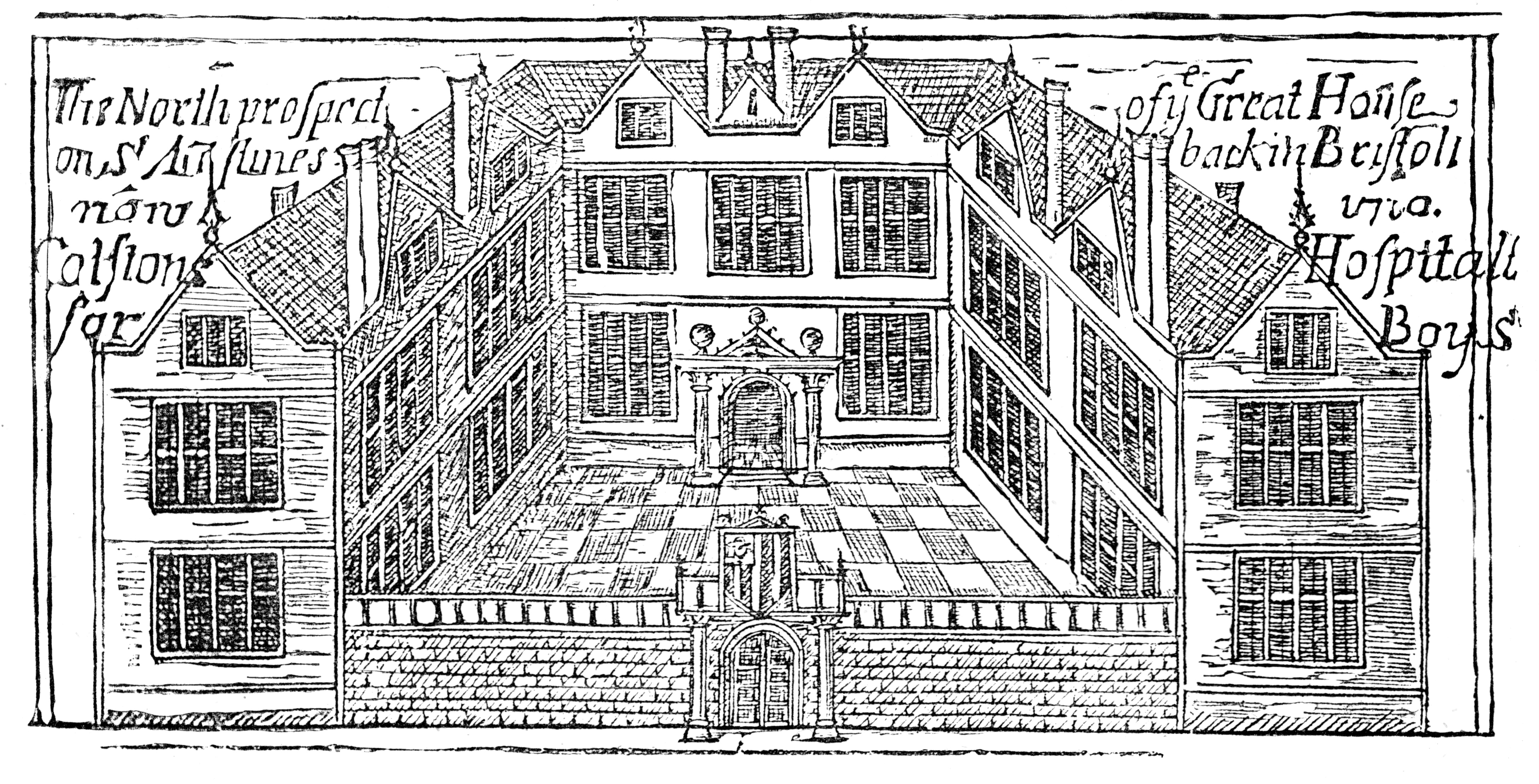
Great house i Bristol.

Great house kallas främst i Storbritannien ett stort residens, som ser olika ut vad gäller arkitektur, men att det gemensamma i stället rör typen av hushåll, där det finns flera hushållsarbetare.
Vanligtvis syftar det på stora hushåll i gångna tider i engelsktalande länder, oftast 1800-talet-början av 1900-talet  i det viktorianska eller edvardianska Storbritannien eller den så kallade "förgyllda åldern" i USA, till exempel Engelskt country house, "stately home i England" eller miljonärshemmen "Millionaires' Row" ("Millionaires' Mile") i vissa orter i USA, till exempel Newport, Rhode Island, med lyx och stor tillgång till personal inomhus, och ofta även utomhus. Enligt vissa rapporter gick det i sommarhusen hos rika i Newport fyra hushållsanställda per familjemedlem. Tjänstefolksystemet var ofta uppbyggt kring en hierarki. I Irland används termen big house vanligtvis när det handlar om angloirländska protestanter.
Det ansågs fel att kalla någons townhouse, gods eller villa för herrgård, och moderna etikettböcker förespråkar ännu begreppen house ("hus"), big house eller great house.
Precis som förr är även i dag sådana hus starkt begränsade till personer som statschefer, väldigt rika personer, eller den som får ärva dem; och i västvärlden är personalantalet betydligt lägre än under tidigare sekler. International Guild of Professional Butlers uppskattar att årslönen för personalen i ett hushåll med 20-25 anställda är 1 000 000 USD.
I vissa länder där det ännu är relativt billigt har många inom medelklassen fortfarande råd att ha husligt anställda, men inte i samma antal som ett great house.

## Skötsel
På större egendomar och i familjer med mer än ett hus, kan det finnas en steward (eller, mer modernt, godschef) som ser över hela ledningen. I dag är det inte helt ovanligt bland familjemedlemmar att dela upp ansvaret.

## Personal
Personal och deras arbetsuppgifter varierar mellan hushåll och arbetsgivarens beslut, men vanligtvis har personalen delats upp i avdelningar som leds av:
| Titel        | Beskrivning |
| ------------ | --- |
| Butler       | Leder hushållsarbetet på de flesta håll; ansvarar för skafferi, vinkällare och matsal. På mindre egendomar är butler också betjänter för herren i huset. Manlig personal rapporterar till honom. Butlern lyder ofta under herren i huset men rapporterar vanligtvis till frun i huset, ibland till hushållerskan. |
| Kokerska     | Leder köksarbetet och kökspersonalen. Ibland finns en kock anställd med flera underställda linjekockar. Kocken rapporterar vanligtvis till frun i huset, ibland till hushållerskan. Om det är en kvinnlig kokerska tilltalas hon vanligtvis alltid med Mrs. ("Fru") oavsett äktenskaplig status.                  |
| Hushållerska | Ansvarar för huset och dess utseende; leder alla kvinnliga hushållsarbetare. I stora hushåll är det ibland butlern och kokerskan som rapporterar till hushållerskan. Om det är en kvinnlig hushållerska tilltalas hon vanligtvis alltid med Mrs. ("Fru") oavsett till äktenskaplig status.                        |

### Övrig hushållspersonal
- Chaufför
- Sällskapsdam
- Guvernant
- Kammarjungfru
- Barnflicka
- Tutor
- Betjänt (Gentleman's gentleman)

### Yngre hushållspersonal
- Footman
- Between maid (kallas också hall girl i framför allt USA)
- Hall boy
- Hembiträden
  - kammarjungfrur
  - housemaids
  - parlourmaid
  - kitchen maid
  - laundry maid
  - barnsköterska
  - scullery maid
  - still room maid
- Page
- Sömmerska
- Useful Man, kallas även houseman

## Utomhuspersonal
En godschef har huvudansvar för marken och utomhusanläggningar (bassäng, cabana, stall, växthus etc.) vilka delas in i två avdelningar ledda av:
| Titel                 | Beskrivning |
| --------------------- | --- |
| Huvudträdgårdsmästare | Ansvarar för mark runt huset; ansvarar för extra trädgårdsmästare eller säsongsanställda män och kvinnor vid skördetid eller plantering.           |
| Stallmästare          | Olika titlar används för den som ansvarar för djuren, framför allt de som används för fritidsändamål, som ridning, engelsk rävjakt eller hundavel. |
| Stuterimästare        | Olika titlar används för den som ansvarar för djuren, framför allt de som används för fritidsändamål, som ridning, engelsk rävjakt eller hundavel. |
| Master of the Horse   | Olika titlar används för den som ansvarar för djuren, framför allt de som används för fritidsändamål, som ridning, engelsk rävjakt eller hundavel. |
| Master of the Hounds  | Olika titlar används för den som ansvarar för djuren, framför allt de som används för fritidsändamål, som ridning, engelsk rävjakt eller hundavel. |
| Yrkesjägare           | Olika titlar används för den som ansvarar för djuren, framför allt de som används för fritidsändamål, som ridning, engelsk rävjakt eller hundavel. |

### Övrig utomhuspersonal
- Trädgårdsmästare
- Groundskeeper
- Stablehand
- Handyman

## Skildring i fiktiva berättelser
Hierarkin bland personalen har ofta skildats i bland annat film och TV. Bland dem finns:
- Backstairs at the White House (miniserie)
- En förlorad värld (TV-serie)
- Conrad's Fate - Stallery Mansion är ett hushål med över tusen anställda.
- Downton Abbey (ITV-TV-serie)
- The Edwardian Country House
- Gosford Park
- Mansfield Park
- Återstoden av dagen (film)
- Servants (BBC-TV-serie)
- Förnuft och känsla (film)
- Herrskap och tjänstefolk ("Upstairs, Downstairs")
- You Rang, M'Lord?

## Nämnvärda great houses
- Veliyaveettil /Valiyaveettil House Kerala, Indien
- Belcourt Castle
- Biltmore Estate
- The Breakers
- Eaton Hall (Cheshire)
- The Elms
- Hatfield House
- Hearst Castle
- Holkham Hall
- Hyde Park
- Lyndhurst
- Mansion House, London
- Marble House
- Moore Hall, County Mayo
- Moszna
- Rosecliff
- Rose Hall
- Syon House
- Westbury House
- Vita huset